# Ковингтон, Колби
Ко́лби Рэй Ко́вингтон (англ. Colby Ray Covington; род. 22 февраля 1988, Роклин) — американский боец смешанного стиля, представитель полусредней весовой категории. Выступает на профессиональном уровне, начиная с 2012 года, известен по участию в турнирах бойцовской организации UFC. Владел титулом временного чемпиона UFC в полусреднем весе.
Занимает 10 строчку официального рейтинга UFC в полусреднем весе.

## Биография
Колби Ковингтон родился 22 февраля 1988 года в городе Роклин штата Калифорния, в возрасте одиннадцати лет вместе с семьёй переехал на постоянное жительство в Спрингфилд, Орегон. Серьёзно занимался борьбой во время учёбы в старшей школе и в Университете штата Орегон, принимал участие во многих юниорских и студенческих соревнованиях, в том числе выступал в Конференции Pac-10 и в первом дивизионе Национальной ассоциации студенческого спорта. В университете получил степень бакалавра наук в области социологии.

### Начало профессиональной карьеры
Некоторое время Ковингтон выступал в ММА на любительском уровне, после чего перебрался на юг Флориды и стал тренироваться в знаменитом зале American Top Team. В феврале 2012 года дебютировал среди профессионалов, выиграв у своего соперника в первом же раунде. Дрался в небольших американских промоушенах преимущественно на территории Флориды — из всех поединков неизменно выходил победителем.
В 2013 году стал чемпионом мира по грэпплингу без ги, проводившемуся под эгидой Объединённого мира борьбы.

### Ultimate Fighting Championship
Имея в послужном списке пять побед и ни одного поражения, Ковингтон привлёк к себе внимание крупнейшей бойцовской организации мира Ultimate Fighting Championship и летом 2014 года подписал с ней контракт. Благополучно прошёл первых троих соперников, но в декабре 2015 года потерпел первое в карьере поражение — в поединке с бразильцем Варлеем Алвисом, победителем бойцовского реалити-шоу The Ultimate Fighter, попался в первом раунде в «гильотину» и вынужден был сдаться.
Несмотря на проигрыш, продолжил регулярно выходить в клетку, взяв верх над такими известными бойцами как Макс Гриффин, Брайан Барберена и Ким Дон Хён. В октябре 2017 года единогласным решением судей выиграл у опытного бразильского бойца Демиана Майи и после этого боя вызвал определённый скандал, назвав Бразилию «свалкой», а бразильский народ — «грязными животными».
Поднявшись в рейтинге полусреднего дивизиона UFC до третьей позиции, Ковингтон вызвал на бой действующего чемпиона Тайрона Вудли. Поскольку из-за травмы Вудли не мог защитить свой чемпионский пояс, руководство организации решило разыграть титул временного чемпиона между Колби Ковингтоном и бразильцем Рафаэлом дус Анжусом, который в прошлом уже владел чемпионским поясом в лёгком весе. Ковингтон выиграл единогласным решением и забрал введённый пояс.
4 августа 2019 года в Нью-Джерси Ковингтон встретился с Робби Лоулером в рамках шоу UFC on ESPN 5 в главном бою вечера. Колби доминировал на протяжении всего боя и одержал победу единогласным решением судей.
14 декабря 2019 года в Лас-Вегасе Хаос в бою за звание чемпиона UFС с Камару Усманом уступил чемпиону техническим нокаутом.
19 сентября 2020 года встретился с Тайроном Вудли в рамках шоу UFC Vegas 11. Колби доминировал весь бой, а в пятом раунде Вудли при попытке провести гильотину травмировал рёбра. Вудли закричал от боли и рефери остановил бой. По итогу Колби выиграл у Тайрона техническим нокаутом
6 ноября 2021 года Хаос на UFC 268 повторно встретился со своим заклятым врагом Камару Усманом Перед боем бойцы активно обменивались любезностями. В первых двух раундах Усман доминировал, и смог даже дважды послать в нокдаун. В последующих раундах бой проходил на встречных курсах. После боя несмотря на былую вражду, они показали своё уважение друг к другу. В итоге Усман праздновал победу единогласным решением судей.
5 марта 2022 года Хаос на UFC 272 после долгой треш-ток компании встретился со своим бывшим другом, а ныне врагом Хорхе Масвидалем. Колби одержал уверенную победу, победив во всех пяти раундах. 22 марта Масвидаль подкараулил Ковингтона возле ресторана и нанёс два удара по лицу, выбив зуб Колби. Сейчас Масвидалю грозит лишение свободы на срок до 15 лет за нападение на Ковингтона.
16 декабря 2023 года Колби вернулся в октагон после почти двухлетней паузы. На турнире UFC 296 в Лас-Вегасе он встретился с чемпионом UFC в полусреднем весе Леоном Эдвардсом. На пресс-конференции перед боем Колби появился в костюме отца-основателя США и в кепке Make America Great Again. Главным событием пресс-конференции стал момент, когда Ковингтон пообещал, что затащит Эдвардса на седьмой круг Ада и поздоровается с убитым отцом чемпиона. Поединок закончился единогласной победой Леона Эдвардса.

## Статистика в профессиональном ММA
| Боёв 22  | Побед 17 | Поражений 5 |
| -------- | -------- | ----------- |
| Нокаутом | 4        | 2           |
| Сдачей   | 4        | 1           |
| Решением | 9        | 2           |

| Результат | Рекорд | Соперник         | Способ                               | Турнир                                  | Дата             | Раунд | Время | Место                       | Примечание                                                            |
| --------- | ------ | ---------------- | ------------------------------------ | --------------------------------------- | ---------------- | ----- | ----- | --------------------------- | --------------------------------------------------------------------- |
| Поражение | 17-5   | Хоакин Бакли     | TKO (остановка врачом)               | UFC on ESPN: Ковингтон vs. Бакли        | 14 декабря 2024  | 3     | 4:42  | Тампа, Флорида, США         |                                                                       |
| Поражение | 17-4   | Леон Эдвардс     | Единогласное решение                 | UFC 296                                 | 16 декабря 2023  | 5     | 5:00  | Лас-Вегас, Невада, США      | Бой за титул чемпиона UFC в полусреднем весе.                         |
| Победа    | 17-3   | Хорхе Масвидаль  | Единогласное решение                 | UFC 272                                 | 5 марта 2022     | 5     | 5:00  | Лас-Вегас, Невада, США      | «Лучший бой вечера» (2)                                               |
| Поражение | 16-3   | Камару Усман     | Единогласное решение                 | UFC 268                                 | 6 ноября 2021    | 5     | 5:00  | Нью-Йорк, США               | Бой за титул чемпиона UFC в полусреднем весе.                         |
| Победа    | 16-2   | Тайрон Вудли     | Технический нокаут (травма рёбер)    | UFC Fight Night: Ковингтон vs. Вудли    | 19 сентября 2020 | 5     | 1:19  | Лас-Вегас, Невада, США      |                                                                       |
| Поражение | 15-2   | Камару Усман     | Технический нокаут (удары)           | UFC 245                                 | 14 декабря 2019  | 5     | 4:10  | Лас-Вегас, Невада, США      | Бой за титул чемпиона UFC в полусреднем весе; «Лучший бой вечера» (1) |
| Победа    | 15-1   | Робби Лоулер     | Единогласное решение                 | UFC Fight Night: Covington vs. Lawler   | 3 августа 2019   | 5     | 5:00  | Ньюарк, Нью-Джерси, США     |                                                                       |
| Победа    | 14-1   | Рафаэл дус Анжус | Единогласное решение                 | UFC 225                                 | 9 июня 2018      | 5     | 5:00  | Чикаго, Иллинойс, США       | Завоевал титул временного чемпиона UFC в полусреднем весе.            |
| Победа    | 13-1   | Демиан Майя      | Единогласное решение                 | UFC Fight Night: Brunson vs. Machida    | 28 октября 2017  | 3     | 5:00  | Сан-Паулу, Бразилия         |                                                                       |
| Победа    | 12-1   | Ким Дон Хён      | Единогласное решение                 | UFC Fight Night: Holm vs. Correia       | 17 июня 2017     | 3     | 5:00  | Каланг, Сингапур            |                                                                       |
| Победа    | 11-1   | Брайан Барберена | Единогласное решение                 | UFC on Fox: VanZant vs. Waterson        | 17 декабря 2016  | 3     | 5:00  | Сакраменто, Калифорния, США |                                                                       |
| Победа    | 10-1   | Макс Гриффин     | Технический нокаут (удары)           | UFC 202                                 | 20 августа 2016  | 3     | 2:18  | Лас-Вегас, Невада, США      |                                                                       |
| Победа    | 9-1    | Джонатан Мёнье   | Сдача (удушение сзади)               | UFC Fight Night: MacDonald vs. Thompson | 18 июня 2016     | 3     | 0:54  | Оттава, Онтарио, Канада     |                                                                       |
| Поражение | 8-1    | Варлей Алвис     | Сдача (гильотина)                    | UFC 194                                 | 12 декабря 2015  | 1     | 1:26  | Лас-Вегас, Невада, США      |                                                                       |
| Победа    | 8-0    | Майк Пайл        | Единогласное решение                 | UFC 187                                 | 23 мая 2015      | 3     | 5:00  | Лас-Вегас, Невада, США      |                                                                       |
| Победа    | 7-0    | Вагнер Силва     | Сдача (удушение сзади)               | UFC Fight Night: Shogun vs. Saint Preux | 8 ноября 2014    | 3     | 3:26  | Уберландия, Бразилия        |                                                                       |
| Победа    | 6-0    | Анин Ван         | Технический нокаут (сдача от ударов) | UFC Fight Night: Bisping vs. Le         | 23 августа 2014  | 1     | 4:50  | Макао, Китай                |                                                                       |
| Победа    | 5-0    | Джей Эллис       | Сдача (треугольник руками)           | AFC 21: The Return                      | 16 мая 2014      | 1     | 2:49  | Холливуд, Флорида, США      |                                                                       |
| Победа    | 4-0    | Хосе Касерес     | Единогласное решение                 | CFA 12: Sampo vs. Thao                  | 12 октября 2013  | 3     | 5:00  | Корал-Гейблс, Флорида США   |                                                                       |
| Победа    | 3-0    | Джейсон Джексон  | Единогласное решение                 | Fight Time 10: It’s Personal            | 22 июня 2012     | 3     | 5:00  | Форт-Лодердейл, Флорида США |                                                                       |
| Победа    | 2-0    | Дэвид Хейз       | Сдача (треугольник руками)           | Fight Time 9: MMA Explosion             | 27 апреля 2012   | 2     | 1:42  | Форт-Лодердейл, Флорида США |                                                                       |
| Победа    | 1-0    | Крис Энсли       | Сдача (травма)                       | Midtown Throwdown 3                     | 11 февраля 2012  | 1     | 1:21  | Юджин, Орегон, США          |                                                                       |